# Franz Gescher
Franz Gescher (* 1. Juli 1884 in Essen; † 15. Oktober 1945 in  Kudowa-Zdrój) war ein deutscher Katholischer Theologe und Kirchenrechtler.

## Leben
Franz Gescher studierte Philosophie und Katholische Theologie an der Universität Bonn. Am 10. August 1908 wurde er in Köln zum Priester geweiht. Ab 22. August 1908 war er Kaplan an der Dreifaltigkeitskirche in Düsseldorf, seit 23. November 1911 an St. Nikolaus (Köln-Sülz), seit 31. März 1915 an der Albanskirche in Köln. Ab 1930 lehrte er Kirchenrecht an der Universität Breslau.

## Schriften (Auswahl)
- Das Vaterunser der Caritas in schwerer Zeit. Einsiedeln 1916, OCLC 78527411.
- als Herausgeber: Kriegsgaben – Lazarettaufgaben. Geistliche Übungen in den Lazaretten. Erfahrungen und Vorschläge. Einsiedeln 1916, OCLC 421681119.
- Das kölnische Dekanat und Archidiakonat in ihrer Entstehung und ersten Entwicklung. Ein Beitrag zur Verfassungsgeschichte der deutschen Kirche im Mittelalter. Stuttgart 1919, OCLC 902188940.
- Sechzig Jahre Reich und Religion. Festrede bei der 60. Wiederkehr des Reichsgründungstages. Breslau 1931, OCLC 721121314.